# Eberhard Ritz
Eberhard Ritz (* 23. Januar 1938 in Heidelberg; † 29. Oktober 2023 ebenda) war ein deutscher Internist, Nephrologe und Hochschullehrer.

## Werdegang
Eberhard Ritz wurde 1938 in Heidelberg geboren. Die Kriegsjahre führten ihn zusammen mit seiner Mutter und seiner Schwester zunächst nach Bayern und dann wieder zurück nach Heidelberg, wo er das Abitur ablegte. Danach entschied er sich für das Studium der Humanmedizin, welches er in Heidelberg, Montpellier und München absolvierte. Nach klinischer Ausbildung in Zürich bei Walter Siegenthaler und wissenschaftlich auf dem Gebiet der Biochemie der Arteriosklerose in den USA, trat er 1967 in die Heidelberger Medizinische Klinik (Ludolf Krehl Klinik) ein, der er bis zu seiner Emeritierung im Jahr 2003 treu blieb.

## Auszeichnungen
Seine vielfachen wissenschaftlichen Auszeichnungen umfassen neben dem Franz-Volhard-Preis und der Franz-Volhard-Medaille der Deutschen Gesellschaft für Nephrologie (GfN/DGfN) auch international hochkarätige Preise wie den „Lifetime Award“ der European Renal Association ERA, den „Jean-Hamburger Award“ der International Society of Nephrology im Jahr 2003 und den „John Peters Award“ der American Society of Nephrology. 
Darüber hinaus verliehen ihm die Schlesische Akademie für Medizin (Kattowitz), die Pommersche Medizinische Akademie (Szszecin), die Semmelweis-Universität Budapest (Ungarn) und die Grigore T. Popa Universität für Medizin und Pharmazie in Iasi (Rumänien) jeweils die Ehrendoktorwürde.